# Épithétisme
L' épithétisme est une figure de style pouvant avoir deux acceptions :
1. en poétique, c'est une qualification accessoire répétée d'une chose par un groupe de mots, une proposition ou un adjectif mais qui ajoute un détail révélateur, une couleur, un ornement. Ce procédé se rencontre souvent dans l'hypotypose.
2. en rhétorique, c'est une accumulation de précisions descriptives ou explicatives autour d'une idée centrale.

## Définition
Au sens linguistique, l'épithétisme opère une multiplication des compléments déterminatifs du nom. De là on l'identifie à l'épithète qui enjolive le nom par ajouts de compléments. Sur le plan rhétorique, on peut parler de circonlocution.
- « C'est la vertu: je parle de la vertu publique qui opéra tant de prodiges dans la Grèce et dans Rome, et qui doit en produire de bien plus étonnants dans la France républicaine; de cette vertu qui n'est autre chose que l'amour de la Patrie et de ses lois. » (Robespierre) Il s'agit ici de l'acception rhétorique de la figure.
- Acception poétique : « L'aurore aux doigts de rose » (Homère)

Sur les blancs nénuphars, l'oiseau ployant ses ailes,

Buvait de son bec rose en ce bassin charmant
— Leconte de Lisle, Poèmes barbares, La fontaine aux lianes
L'épithétisme peut renforcer un discours comme chez Léopold Senghor où elle se met notamment au service de la prosopopée, comme dans le poème Elégie pour Aynina Fall .
La langue de bois a recours aux ressources de l'épithétisme.

## Historique de la notion
Pierre Fontanier invente le terme et précise qu'il s'agit d'« une figure qui modifie le terme d'une idée principale par le terme d'une idée accessoire frappante, en l'y adjoignant, non adjectivement et par loi de concordance, mais indirectement et par loi de simple dépendance ». Il démontre qu'il ne s'agit pas d'une apposition, figure à laquelle on l'a souvent rattachée mais bien plutôt d'une épithète qu'il nomme épithète composée :
Un jour, sur ses longs pieds, allait je ne sais où

Le Héron au long bec emmanché d'un long cou
— Jean de La Fontaine, Fables, VII, 4 - Le Héron
Fontanier montre que les deux groupes propositionnels n'apportent aucune information d'importance pour la compréhension de l'intrigue et ne la modifient en rien ; il s'agit donc d'un épithétisme.